# Tonski sustav
Tonski sustav je skup svih tonova koji se primjenjuju u stvaranju glazbe, počevši od najdubljih tonova subkontra oktave pa do najviših tonova pete oktave. Sedam osnovnih tonova (c, d, e, f, g, a, h) ponavljaju se 9 puta, svaki put u oktavi više u odnosu na prethodni niz.

## Nazivi oktava tonskog sustava
1. Subkontra je najdublja oktava. Piše se malim brojem 2 pored velikog slova. Sadrži sljedeće tonove: C2, D2, E2, F2, G2, A2, H2 koji se čitaju: subkontra C, subkontra D, subkontra E itd.[ispravno čitanje?]
2. Kontra je duboka oktava. Piše se malim brojem 1 pored velikog slova. Sadrži sljedeće tonove: C1, D1, E1, F1, G1, A1, H1 koji se čitaju: kontra C, kontra D, kontra E itd.[ispravno čitanje?]
3. Velika oktava ima ovaj naziv jer se njeni tonovi bilježe samo velikim slovima (bez dodatnih brojčanih oznaka). Sadrži sljedeće tonove: C, D, E, F, G, A, H koji se čitaju: veliki C, veliki D, veliki E itd.[ispravno čitanje?]
4. Mala oktava dobila je naziv po načinu bilježenja tonova samo malim slovima (bez dodatnih brojčanih oznaka). Sadrži sljedeće tonove: c, d, e, f, g, a, h koji se čitaju: mali c, mali d, mali e itd.[ispravno čitanje?]
5. Prva oktava. Njeni tonovi bilježe se malim slovom i brojem 1 iznad njih. Sadrži sljedeće tonove: c1, d1, e1, f1, g1, a1, h1 koji se čitaju: c jedan, d jedan , e jedan itd.
6. Druga oktava. Njeni tonovi bilježe se malim slovom i brojem 2 iznad njih. Sadrži sljedeće tonove: c2, d2, e2, f2, g2, a2, h2 koji se čitaju: c dva, d dva, e dva itd.
7. Treća oktava. Njeni tonovi bilježe se malim slovom i brojem 3 iznad njih. Sadrži sljedeće tonove: c3, d3, e3, f3, g3, a3, h3 koji se čitaju: c tri, d tri, e tri itd.
8. Četvrta oktava. Njeni tonovi bilježe se malim slovom i brojem 4 iznad njih. Sadrži sljedeće tonove: c4, d4, e4, f4, g4, a4, h4 koji se čitaju: c četiri, d četiri, e četiri itd.
9. Peta oktava. Njeni tonovi bilježe se malim slovom i brojem 5 iznad njih. Sadrži sljedeće tonove: c5, d5, e5, f5, g5, a5, h5 koji se čitaju: c pet, d pet, e pet itd.